# 硝酸カルシウム
硝酸カルシウム（しょうさんカルシウム）は、組成式Ca(NO3)2で表されるカルシウムの硝酸塩であり、無機化合物の一種である。ノルウェーでは1913年にノルウェー硝石として販売された。

## 製造方法
水酸化カルシウムと硝酸の中和により生成する塩である。
{\displaystyle {\ce {Ca(OH)2\ + 2HNO3 -> 2H2O\ + Ca(NO3)2}}}
純粋な炭酸カルシウムを希硝酸に溶解し濃縮すると四水和物が析出する。
{\displaystyle {\ce {CaCO3\ + 2 HNO3 -> Ca(NO3)2\ + CO2\ + H2O}}}

## 特徴
強力な酸化剤で、そのため可燃物に接触させると可燃物が急激に酸化し危険。また、水に易溶で潮解性が強い。そのため、必ず密栓して保管しなくてはならない。
また、硝酸カルシウム四水和物 {\displaystyle {\ce {Ca(NO3)2\cdot 4H2O}}} と呼ばれる水和物がある。4水和物は100℃付近から結晶水を失い、130℃で3水和物、200℃付近で無水物になる。無水物は473℃までは安定であり、それ以上の温度で分解が始まり、600℃以上で酸化カルシウム（CaO)に分解する。なお、4水和物、3水和物は高温で溶解し、常温でも長期液体状態を保つが、冷却により結晶化し常温でも結晶状態で安定する。

## 自然での発生
石灰質の土壌では、硝化バクテリアの作用によって窒素を含んだ有機物が分解される時この物質が発生する。

## 利用
即効性肥料、花火の火薬に利用。肥料用の硝酸カルシウム2水塩{\displaystyle {\ce {5Ca(NO3)2.NH4NO3.10H2O}}}には「複塩」として硝酸アンモニウムと水が含まれている 。これは硝酸カルシウムアンモニウム(CAN)とも呼ばれている。